# Géza Kalocsay
Géza Kalocsay (Berehove, 30 maggio 1913 – Budapest, 26 settembre 2008) è stato un allenatore di calcio e calciatore cecoslovacco, di ruolo attaccante.

## Palmarès

### Giocatore

#### Club

##### Competizioni nazionali
- Campionato cecoslovacco: 1

Sparta: 1935-1936
- Campionato ungherese: 1

Ferencvárosi TC: 1940-1941

#### Nazionale
- Coppa dell'Europa Centrale: 1

Sparta Praga: 1935

### Allenatore

#### Competizioni nazionali
- Campionato belga: 1

Standard Liegi: 1960-1961
- Campionato polacco: 2

Gornik Zabrze: 1965-1966, 1966-1967
- Puchar Polski: 2

Gornik Zabrze: 1968, 1969
- Campionato egiziano: 2

Al Ahly: 1980-1981, 1981-1982
- Coppa d'Egitto: 1

Al Ahly: 1981

#### Competizioni internazionali
- CAF Champions League: 1

Al Ahly: 1982